# Länstrafiken Norrbotten
Länstrafiken i Norrbotten AB är trafikhuvudman för den lokala och regionala busslinjetrafiken i Norrbottens län. Bolaget ägs till 100% av Regionala kollektivtrafikmyndigheten i Norrbotten, som är ett kommunalförbund med Region Norrbotten och länets 14 kommuner som medlemmar. Huvudkontoret finns i Överkalix. Länstrafiken har cirka 2,5 miljoner resenärer per år. Utöver det har tätortsbussarna många resenärer, till exempel i Luleå 3,6 miljoner (2009).
Länstrafiken i Norrbotten har endast busstrafik, vilken är upphandlad av cirka 40 fristående trafikföretag. Landsbygdsbussarna når alla kommuner i länet. En av linjerna är nr 100 Haparanda-Umeå, kallad Norrlandskusten.
Tätortstrafiken sköts av bolag som inte ingår i Länstrafiken och som har egna biljetter och månadskort. Dessa är Luleå Lokaltrafik, Citybuss i Piteå, Bodens lokaltrafik, lokaltrafiken i Gällivare och lokaltrafiken i Kiruna.
Regionala kollektivtrafikmyndigheten (RKM) i Norrbotten är även delägare i Norrtåg tillsammans med de andra tre nordligaste länen. Norrtåg ansvarar för den lokala tågtrafiken inom länet med linjerna Luleå-Kiruna och Luleå-Umeå. Trafiken startade på dessa sträckor under 2012, och 2013 utökades linjenätet till att även omfatta Kiruna-Narvik..
Norrbotten är det enda svenska län som har reguljärflyg inom länet (Luleå - Kiruna och Luleå - Pajala). Flygtrafiken är upphandlad av Trafikverket.

## Kollektivtrafik i Norrbottens län
| Produkt     | Trafikslag | Trafik- huvudman        | Operatör         | Biljetter               |
| ----------- | ---------- | ----------------------- | ---------------- | ----------------------- |
| Flyg        | Flyg       | Trafikverket/operatör   | se Luleå Airport | Operatörerna            |
| Nattåg      | Järnväg    | Trafikverket            | SJ               | SJ                      |
| Dagtåg      | Järnväg    | Norrtåg                 | Vy Tåg           | Vy Tåg/Norrtåg          |
| Regionbuss  | Buss       | Länstrafiken Norrbotten | olika            | Länstrafiken Norrbotten |
| Stadsbussar | Buss       | Kommunerna              | olika            | Operatörerna            |